# NGC 5151
NGC 5151 (również PGC 47056) – galaktyka soczewkowata (S0/a? pec), znajdująca się w gwiazdozbiorze Warkocza Bereniki. Odkrył ją John Herschel 8 maja 1826 roku. Jest to galaktyka z aktywnym jądrem typu LINER.